# Рябуха (болезнь табака)
Рябуха — болезнь табака, состоящая в том, что с половины июля на табачных листьях появляются пятна то белого, то бурого цвета, постепенно разрастающиеся и сливающиеся, затем засыхающие и проваливающиеся, отчего листья становятся дырявыми и даже совершенно разваливаются. Рябуха вызывается бактерией Pseudomonas amygdali pv. tabaci. С зараженных растений бактерии разносятся насекомыми, ветром, с каплями дождя. Они проникают в растение через устьица, в местах повреждения ткани, даже через обломанные волоски. В поле болезнь заносится с зараженной рассадой. Массовое заражение растений наблюдается при выпадении осадков, особенно если дождливая погода чередуется с солнечными днями и сопровождается ветрами.